# Municipio de Oshkosh (Dakota del Norte)
El municipio de Oshkosh (en inglés: Oshkosh Township) es un municipio ubicado en el condado de Wells en el estado estadounidense de Dakota del Norte. En el año 2010 tenía una población de 56 habitantes y una densidad poblacional de 0,62 personas por km².

## Geografía
El municipio de Oshkosh se encuentra ubicado en las coordenadas 47°37′23″N 99°34′37″O / 47.62306, -99.57694. Según la Oficina del Censo de los Estados Unidos, el municipio tiene una superficie total de 90.16 km², de la cual 89,99 km² corresponden a tierra firme y (0,19 %) 0,17 km² es agua.

## Demografía
Según el censo de 2010, había 56 personas residiendo en el municipio de Oshkosh. La densidad de población era de 0,62 hab./km². De los 56 habitantes, el municipio de Oshkosh estaba compuesto por el 100 % blancos. Del total de la población el 0 % eran hispanos o latinos de cualquier raza.